# Baryscapus hemigaster
Baryscapus hemigaster är en stekelart som beskrevs av Graham 1991. Baryscapus hemigaster ingår i släktet Baryscapus och familjen finglanssteklar.
Artens utbredningsområde är Frankrike. Inga underarter finns listade.